# Знамя Победы на колонне Победы (Берлин)

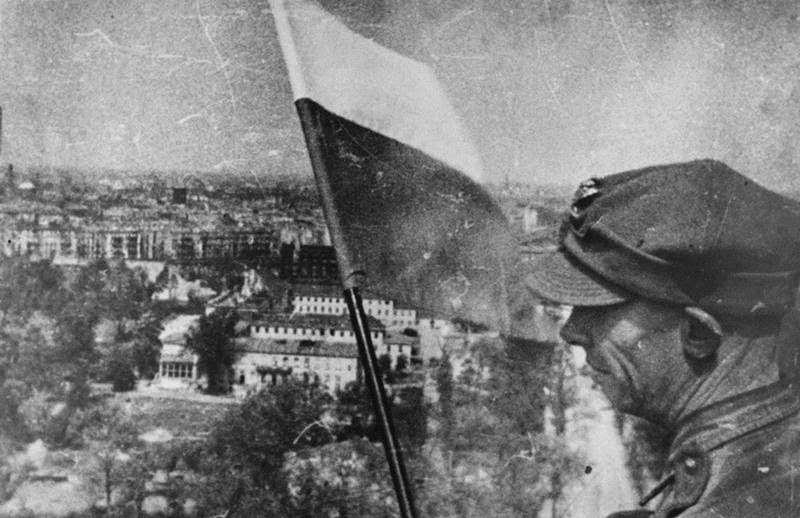
Польский солдат устанавливает флаг на колонне Победы. 2 мая 1945 года. Берлин.

2 мая 1945 года, в ходе боёв за Берлин, польские солдаты установили Знамя Победы на прусской колонне Победы (нем. Siegessäule). С 2004 года празднуется как День флага Республики Польша (пол. Dzień Flagi Rzeczypospolitej Polskiej).

## События
Польские части составляли вторую по численности группу войск, участвовавших в штурме Берлина. В битве за Берлин участвовали в составе Красной Армии следующие польские части 1-й армии Войска Польского:
- 1-я пехотная дивизия
- 2-я поморская гаубичная бригада
- 6-й отдельный Варшавский механизированный мостово-понтонный батальон
- 1-я отдельная миномётная бригада,

входившие с марта 1945 в состав 47-й советской армии, 1-го Белорусского фронта.
Всего — 12 тысяч солдат и офицеров Войска Польского.
Вначале штурма польские части, в составе 1-го Белорусского фронта, участвовали в боях в 60 км на север от города. Главнокомандующий Войском Польским, генерал Михал Роля-Жимерский, 29 апреля вечером попросил Георгия Жукова «именем Партии и Правительства Польши» о получении согласия на участие польских частей в непосредственном штурме Берлина. После получения согласия Верховного Главнокомандующего, был издан приказ о переводе 1-й пехотной дивизии им. Тадеуша Костюшко, в район прямых боевых действий, и её передачи в состав советских танковых подразделений. Переброска завершилась к 7:00 утра 30 апреля, и с этого момента польские солдаты участвовали в последних, ожесточённых боях за Берлин. Непосредственно поляки воевали в западной части Тиргартена, пробиваясь в направлении Рейхстага, в районе Политехники и Бранденбургских ворот. Заняли 56 городских кварталов, 7 заводских комплексов, 4 станции метро и большую часть зданий Политехники. Взяли 2550 пленных.
2 мая 1945 года, во время наступления через парк Тиргартен, проводимого 2-м батальоном и частью 1-го батальона 3-го пехотного полка и танковым батальоном 66-й танковой бригады, солдаты 7-й батареи 1-го полка лёгкой артиллерии, дивизии Костюшко, установили на середине третьего этажа Колонны Победы в парке Тиргартен, бело-красный флаг. Другой флаг, на балюстраде второго этажа, по воспоминаниям поручика Петра Потапского, вывесили солдаты 8-й батареи 3-го дивизиона. Третий флаг был поднят пятью солдатами 1-й пехотной дивизии (это были, подпоручик Миколай Троицкий, ст.сержант Казимир Отап, капрал Антоний Яблонский, а также канониры Александр Карпович и Эугениуш Меежиевский). После капитуляции на колонне Победы (нем. Siegessäule) и Бранденбургских воротах висели бело-красные флаги, бок о бок с красными советскими. Нацистская Германия была разгромлена.
Флаг на Бранденбургских воротах, по воспоминаниям полковника запаса Гордиевского, установили польские самоходчики. Не претендуя на первенство в установке, они тем не менее с гордостью водрузили польский флаг рядом с советскими. Также и на фронтоне рейхстага появились польские надписи.